# La Punta (Aguascalientes)
La Punta es una localidad del estado mexicano de Aguascalientes. Es parte del municipio de Cosío.

## Demografía
| Gráfica de evolución demográfica |
|                                  |

| Censo | Población |
| ----- | --------- |
| 1921  | 386       |
| 1930  | 500       |
| 1940  | 333       |
| 1950  | 372       |
| 1960  | 547       |
| 1970  | 813       |
| 1980  | 1 151     |
| 1990  | 1 506     |
| 2000  | 1 855     |
| 2010  | 2 416     |
| 2020  | 2 607     |